# Magas
Magas (ryska Мага́с) är den ryska delrepubliken Ingusjiens huvudstad. Den efterträdde den närbelägna och betydligt större Nazran som delrepublikens huvudstad i slutet av 2002, och är än så länge en mindre stad med endast cirka 6 000 invånare.